# Willa Liwii

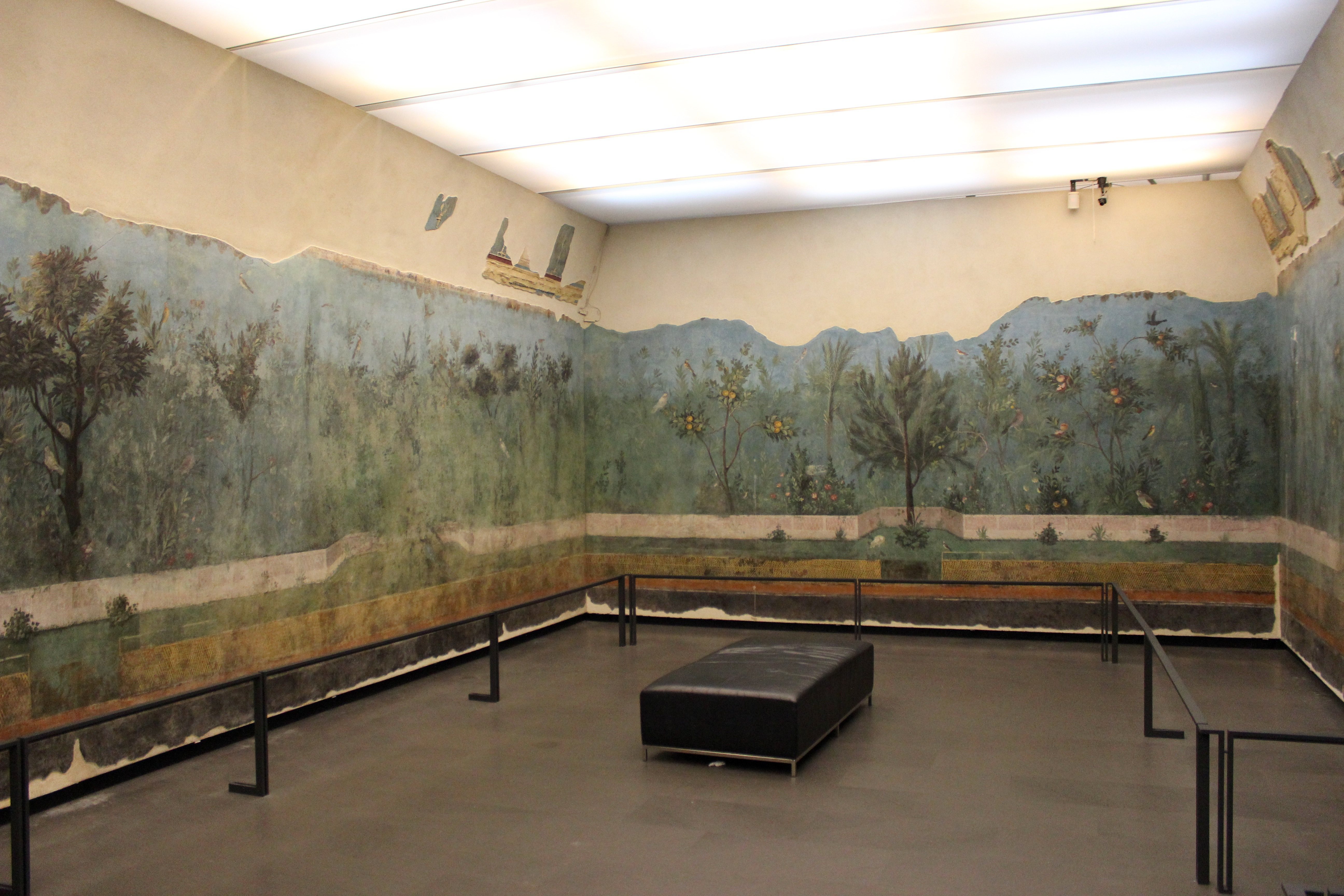
Freski z Willi Liwii, Muzeum Narodowe w Rzymie

Willa Liwii – starożytna willa rzymska należąca do Liwii Druzylii, żony cesarza Augusta. Położona jest w Prima Porta na północ od Rzymu, na prawym brzegu Tybru, w odległości 9 kamieni milowych od via Flaminia.
Zgodnie z informacją przekazaną przez Pliniusza (Historia naturalna 15,136) willa słynęła w starożytności z gaju wawrzynowego oraz hodowanych w niej biało umaszczonych kur. Pozostawała własnością panujących do schyłku starożytności, przypuszczalnie aż do czasów Teodoryka Wielkiego. Ruiny wilii, składającej się z kompleksu naziemnych tarasów i trzech sklepionych podziemnych sal, odsłonięto w trakcie przeprowadzonych w latach 1863–1894 prac archeologicznych. Odkryto wówczas także szereg zabytków ruchomych, w tym tzw. posąg Augusta z Prima Porta, obecnie przechowywany w Muzeach Watykańskich.
W pomieszczeniach willi zachowały się malowidła ścienne w tzw. drugim stylu, przedstawiające pejzaże z drzewami i ptakami. W latach 1951–1952 freski te zostały zdjęte i przeniesione do Muzeum Narodowego w Rzymie.